# جیمز والینگتون
جیمز والینگتون (انگلیسی: James Wallington; ۲۸ ژوئیهٔ ۱۹۴۴ – ۲۰ آوریل ۱۹۸۸) بوکسور اهل ایالات متحده آمریکا بود.